# Basicò

Localització de Basicò

Basicò (sicilià Basicò) és un municipi italià, dins de la ciutat metropolitana de Messina. L'any 2008 tenia 681 habitants. Limita amb els municipis de Montalbano Elicona i Tripi.

## Administració
| Període | Identitat     | Partit        |
| ------- | ------------- | ------------- |
| 2005-   | Filippo Gullo | Llista cívica |